# يوشياكي فوجيوكا
يوشياكي فوجيوكا (باليابانية: 藤岡好明؛ بالكانا: ふじおか よしあき) هو لاعب كرة قاعدة ياباني، ولد في 12 مارس 1985 في تويوناكا في اليابان.

## وصلات خارجية
- يوشياكي فوجيوكا على موقع الدوري الياباني لكرة القاعدة (الإنجليزية)
- يوشياكي فوجيوكا على موقعبيزبول رفرنس.كوم (الدوري الثانوي) (الإنجليزية)